# ドン・ガバチョ

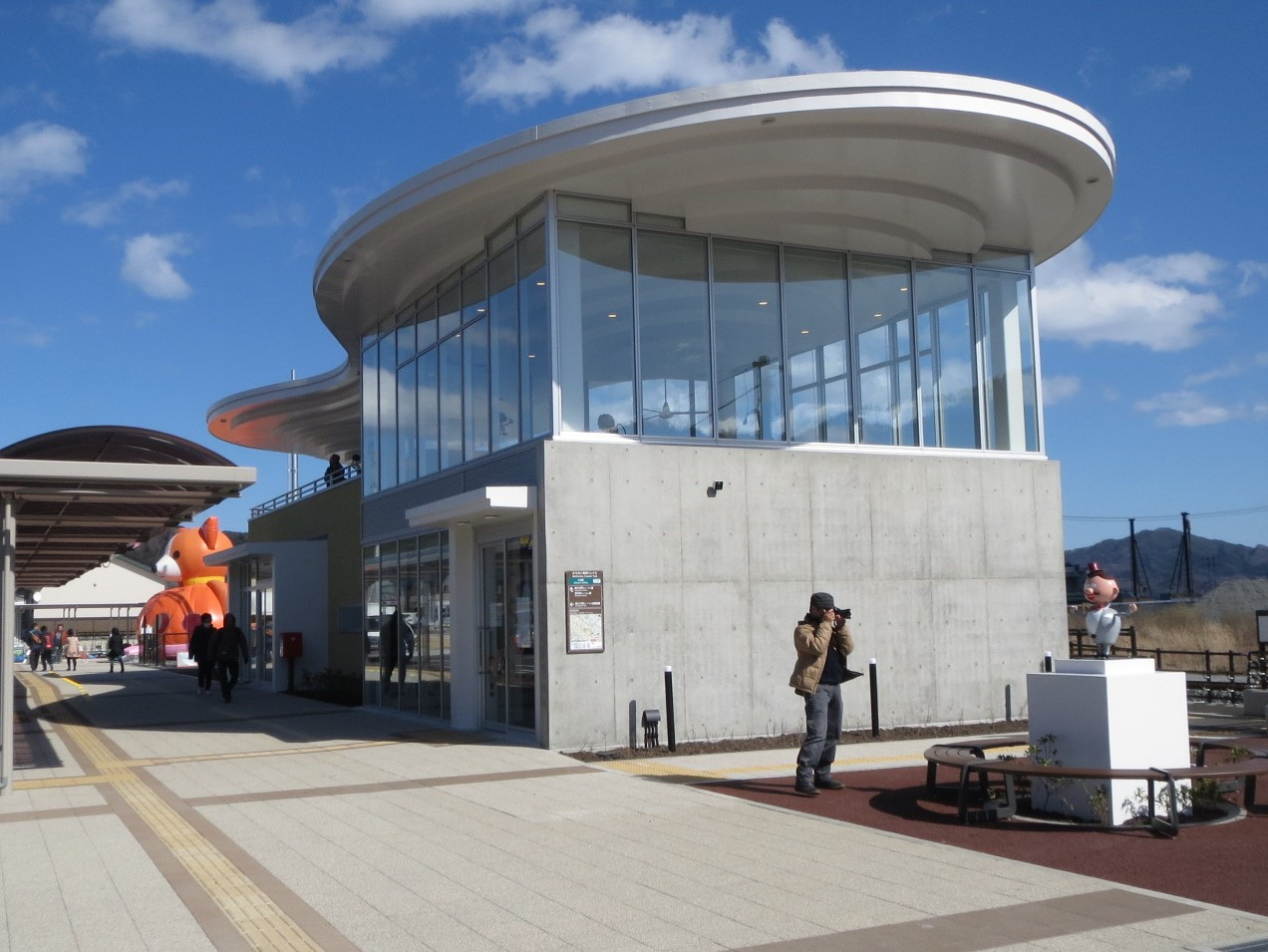
大槌駅横に設置されたドン・ガバチョ像

ドン・ガバチョは、NHK放映の人形劇『ひょっこりひょうたん島』（原作：井上ひさし、山元護久）の登場人物でひょうたん島の大統領である。

## 概要
ドン・ガバチョは、デッパソッパヨーロッパの牧之原市ドンドン市ふくら小路1番地出身の、ひょうたん島大統領である。もともと政治家で、ひょうたん島に取り残された子供たちが見ていたテレビに映っていたが、借金取りに詰め寄られてテレビ画面から抜けて逃げ込んで、ひょうたん島の一住民となった。海賊からの手紙を受け取る代表者を決めるために選挙を行い、大統領となる。「みなさーん」と言いながら演説を始めることが多い。また「ブフブハ」という咳払いや、「ハタハッハ」という変わった笑い方をする。
大変なお喋り好きで煙たがられることも多いが、語学にかけては正真正銘の大天才で、本人も57ヵ国語を話せると語っており、劇中に登場する全ての言語を理解していた。
NHK開局50年の際にはマスコットキャラクターにもなり、NHKプレマップでNHKの番組を紹介したりなどした。
とても楽天的な性格で日和見主義であり、何度行き詰っても「今日がだめならあしたにしましょ。あしたがだめならあさってにしましょ。……どこまで行っても明日がある」と歌う（「ドン・ガバチョの未来を信ずる歌」）あきらめない根性は、積極思考の塊のようである。

## 声優
オリジナル版では藤村有弘が声優を務め、藤村が得意とする“インチキ外国語”を巧みに操った。1967年に東映動画（現：東映アニメーション）で『ひょっこりひょうたん島』がアニメ映画化された時も、藤村が務めた。
リメイク版製作の時点で藤村がすでに亡くなっていたため、名古屋章が2代目となる。2003年2月1日の『人間レコードの巻』まで務めた。なお、リメイク版製作前の1990年の日通のひょうたん島のキャラクターによるCMに登場した際には、放映当時のソノシートからサンプリングした藤村の声をあてた（「みなさーん」と「ブフブハ」の二言だけであるが）。
名古屋死去後のプレマップ版、「テレビまつりだ! ぐ〜チョコランタンとともだちいっぱいオンステージ」では栗田貫一が3代目となった。原作者の井上が栗田がバラエティで披露したモノマネを見て、後任に指名したという。以降は2013年2月11日に放送した『ざわざわ森のがんこちゃんスペシャルショー 「プリンプリンと大ぼうけん!」』、『ワンワンパッコロ!キャラともワールド』2020年11月29日放送分にガバチョが登場した際、栗田が声優として参加した。

## 『ひょうたん島』以外への出演
- 1970年放送開始の「ネコジャラ市の11人」には「バンチョ・ホーホケ卿」という「百科事典から飛び出してきた藤村有弘演じる政治家」というガバチョをモデルにしたキャラが登場する。声もガバチョと同じ藤村が担当し、ガバチョの「みなさーん」を彼の口癖に流用、またガバチョの「ハタハッハ」を、「アラハッハッハ」にアレンジして流用した。
- 1979年放送の『プリンプリン物語』第25回に出演した。ただ一人残った島民としてプリンプリンらにエールを送る。なおこの放送回のVTRはNHKに保存されておらず、2003年に『プリンプリン』が再放送された時は放映できなかった。2016年に同番組で人形操作を担当していた伊東万里子からビデオテープが提供され、37年ぶりに陽の目を見る事となった。
- 反戦市民集会「World Peace Now」（イラク戦争開戦直後の2003年3月21日（日本時間）の回）に、博士の作った、どんな悪人も善人にできる新薬「ヨクナール」を持って馳せ参じる（人形劇団ひとみ座による協力）。
- NHKがテレビ放送開始50年を迎えた2003年1月、当時の郵政事業庁から発行された特殊切手「テレビ50年記念」にNHKと同じく、開局50周年を迎えた日本テレビの局名告知「鳩の休日」と共に本キャラクターが切手の題材として採用された[5]。
- ひょうたん島のモチーフになったと言われる蓬莱島のある岩手県の大槌駅の横にはドン・ガバチョ像が設置されている[6]。